# Chalciosphaerium enderleini
Chalciosphaerium enderleini is een keversoort uit de familie pilkevers (Byrrhidae). De wetenschappelijke naam van de soort is voor het eerst geldig gepubliceerd in 1918 door Champion.